# NGC 4451
NGC 4451 is een spiraalvormig sterrenstelsel in het sterrenbeeld Maagd. Het hemelobject werd op 19 maart 1865 ontdekt door de Duits-Deense astronoom Heinrich Louis d'Arrest.

## Synoniemen
- UGC 7600
- IRAS 12260+0932
- MCG 2-32-79
- ARAK 368
- ZWG 70.111
- VCC 1118
- PGC 41050